# Beyond the Darkest Veils of Inner Wickedness
Beyond the Darkest Veils of Inner Wickedness – drugie demo szwedzkiego zespołu muzycznego Therion. Demo zostało wydane na kasecie magnetofonowej w ilości 500 sztuk.

## Lista utworów
1. „Macabre Declension”
2. „Megalomania”
3. „Paroxysmal Holocaust”

## Twórcy
- Christofer Johnsson – wokal, gitara
- Peter Hansson – gitara
- Oskar Forss – perkusja
- Erik Gustafsson – gitara basowa